# Dressed to Kill (książka)
Ten artykuł opisuje teorie, metody lub czynności niezgodne ze współczesną wiedzą medyczną.
Dressed to Kill: The Link Between Breast Cancer and Bras – książka opisująca przypuszczalny związek pomiędzy rakiem piersi a noszeniem biustonoszy, której autorami są Sydney Ross Singer i Soma Grismaijer.
Autorzy zamieścili w książce zebrane przez siebie dowody potwierdzające ich hipotezę, jakoby noszenie biustonosza utrudniało funkcjonowanie układu limfatycznego w obrębie piersi, prowadząc do akumulowania toksycznych substancji w tkankach, czego długoterminowym efektem mają być różne problemy zdrowotne takie jak ból piersi i powstawanie cyst. Według autorów poluzowanie lub zaprzestanie noszenia biustonosza może w większości przypadków uchronić kobietę przed rakiem piersi. Stanowisko to nie znalazło potwierdzenia w późniejszych badaniach naukowych.

## Opis książki
Autorzy stwierdzili, że dolegliwości i rak piersi są w dużej mierze związane z czynnikami kulturowymi i trendami mody, które nakazują kobietom umieszczać piersi w biustonoszach i ściskać je w nienaturalnej pozycji. Przy czym ryzyko zwiększa się wprost proporcjonalnie wraz z obcisłością biustonosza oraz czasem jego noszenia i jest największe w przypadku kobiet, które noszą biustonosz 24 godziny na dobę przez 7 dni w tygodniu, zdejmując go jedynie podczas mycia ciała. Biustonosz krępuje piersi, prowadząc do zaburzenia cyrkulacji, a szczególnie obiegu limfy, która nie może bez problemu odpłynąć z tkanek, co prowadzi do nagromadzenia w niej szkodliwych produktów przemiany materii oraz endogennych i egzogennych toksyn, prowadząc powoli do permanentnego stanu zatrucia tkanek w gruczole piersiowym. Zauważyli, że szkodliwe dla zdrowia trendy w modzie istniały w ludzkiej kulturze od dawna i podają jako przykłady noszenie gorsetów i krępowanie stóp. Podobna sytuacja ma miejsce z kobiecymi piersiami traktowanymi jako obiekty seksualnego pożądania i eksponowanymi przez modę. Poświęcili uwagę powszechnej i niesłusznej obawie kobiet przed utratą jędrności piersi wraz z upływem czasu i kolejnymi ciążami, jednoznacznej z utratą kobiecego powabu, którą wykorzystuje chirurgia plastyczna oferująca powiększanie biustu oraz przemysł bieliźniarski oferujący klientkom specjalne biustonosze z wkładkami typu push-up. Podczas gdy to właśnie noszenie biustonosza prowadzi do zaniku naturalnych mechanizmów podtrzymujących piersi i zapobiegających ich opadaniu, czego dowiodły piętnastoletnie badania francuskie przeprowadzone przez Jean-Denisa Rouillona – profesora z uniwersytetu w Besançon i eksperta w dziedzinie sportu.

## O autorach
Autorami książki są Sydney Ross Singer oraz jego żona i współpracownik Soma Grismaijer. Sydney R. Singer zarządza instytutem zajmującym się badaniem chorób o podłożu kulturowo-społecznym Institute for the Study of Culturogenic Disease, mieszczącym się na Hawajach. Obydwoje są także autorami drugiej książki na temat przyczyn bólu, torbieli oraz raka piersi pt. Get it off! Understanding The Cause Of Breast Pain, Cysts, and Cancer, która została wydana w 2001 roku. Autorzy, będący z wykształcenia antropologami medycznymi, stwierdzili, że w przypadku choroby powodowanej przez zwyczaje kulturowe i nakazy mody istnieje głęboki opór przed dokonaniem zmian i tak długo, jak długo nie zostanie ogólnie zaakceptowany naturalny wygląd kobiecych piersi, wiele kobiet wybierze noszenie biustonosza, nawet za cenę bólu, cyst, obrzęku, czerwonych i wciskających się w ciało ramiączek i ewentualnego zachorowania na raka piersi, aby tylko uniknąć wykluczenia społecznego.

## Reakcje na poglądy autorów
Przed napisaniem książki jej autorzy poinformowali o wynikach swoich badań organizacje, zajmujące się zdrowiem kobiet lub bezpośrednio walką z rakiem, takie jak: National Cancer Institute, American Cancer Society, President's Cancer Panel, American Women's Medical Association, National Organization for Women, National Women's Health Network i National Women's Health Resource Center, ale nie otrzymali ani jednej odpowiedzi. W związku z powyższą sytuacją wydanie książki stało się dla nich jedyną możliwością dotarcia do kobiet i przekazania im wyników swoich badań i wynikających z nich wniosków. Autorzy wyrazili swoje ubolewanie z powodu braku chęci mass mediów do przekazania tej ich zdaniem ważnej informacji kobietom, pomimo że od opublikowania ich książki upłynęło wiele lat, obwiniając za ten stan rzeczy lobby medyczne i bieliźniarskie, upatrując przyczynę w konflikcie interesów występującym pomiędzy producentami biustonoszy, leków przeciwnowotworowych i mammografów a zapobieganiem chorób. Także amerykańskie czasopisma kobiece odmówiły opublikowania artykułów na temat związku pomiędzy noszeniem biustonoszy a rakiem z powodu możliwości utraty wpływów z reklam bielizny damskiej lub opublikowały artykuły krytycznie odnoszące się do wyników badań i przedstawiające opinie ekspertów, którzy odrzucili istnienie jakiegokolwiek związku pomiędzy noszeniem biustonoszy a rakiem piersi, jednocześnie zachęcając kobiety do noszenia biustonoszy.
W 2000 brytyjski Channel 4 wyemitował program dokumentalny pt. Bras – The Bare Facts, w którym przedstawiono wyniki eksperymentu przeprowadzonego pod kontrolą dwóch chirurgów sutka na grupie 100 kobiet ze stwierdzoną mastopatią, które przez 3 miesiące zrezygnowały z noszenia biustonoszy, aby potwierdzić lub wykluczyć wpływ noszenia stanika na ból piersi. Z Singerem i Grismaijer przeprowadzono wywiady do tego programu. Wedle autorów wyniki tego eksperymentu potwierdziły, że noszenie biustonoszy stanowi ryzyko dla zdrowia. Wzmianki o programie ukazały się w gazetach w krajach należących do Wspólnoty Brytyjskiej, ale nie dotarły do gazet amerykańskich. W następnych dniach gazety w mniej radykalny sposób odniosły się do związku pomiędzy noszeniem biustonoszy a rakiem piersi, aby nie wywoływać paniki wśród kobiet, zaś lekarze zdystansowali się od wyników badań. Wyniki tych badań nie zostały opublikowane w żadnym czasopiśmie medycznym ani też żadna z organizacji walczących z rakiem nie podjęła się sfinansowania badań, które jednoznacznie potwierdziłyby lub obaliły wyniki badań Singera i Grismaijer, jednocześnie zarzucając Singerowi i Grismaijer nienaukowe podejście do badań i propagowanie pseudonaukowych mitów.
Informacje na temat związku pomiędzy noszeniem biustonoszy a rakiem piersi są obecnie popularyzowane jedynie na prywatnych stronach internetowych, promujących naturalny styl życia, naturalny sposób odżywiania, masaże, chiropraktykę, osteopatię czy naturopatię.

### W Polsce
Także w Polsce został podjęty temat związku pomiędzy noszeniem biustonosza a dolegliwościami piersi. Podkreślono, jak ważną rolę spełnia dobór właściwego biustonosza, nieuciskającego piersi oraz wyrobienie nawyku ściągania go w warunkach domowych. Zaznaczono, że biustonosz nie jest czynnikiem wywołującym raka piersi, ale predysponującym, gdyż żadna forma długotrwałego, mechanicznego, drażniącego ucisku nie jest korzystna dla ciała, a szczególnie dla tak delikatnego organu jak kobiece piersi.

## Stanowisko naukowców
Prawdą jest, że źle dobrany biustonosz (zarówno jego rodzaj, jak i rozmiar) może uszkadzać piersi oraz powodować ból i dyskomfort. Kobiece piersi zmieniają swój kształt i wielkość w ciągu życia kobiety, w związku z tym konieczne jest dopasowanie kilka razy rozmiaru biustonosza, szczególnie po ciąży, okresie karmienia piersią i w okresie menopauzy.
Gremia medyczne i naukowe nie potwierdzają natomiast tez książki dotyczących związku biustonoszy z rakiem piersi:
- Amerykański Narodowy Instytut Raka (National Cancer Institute) twierdzi, że nie stwierdzono zwiększenia ryzyka raka piersi w związku z noszeniem nieodpowiednich biustonoszy[11].
- Amerykańskie Stowarzyszenie Raka (American Cancer Society) stwierdziło, że „Nie ma poprawnych naukowo studiów, które wskazywałyby, że noszenie biustonosza jakiegokolwiek typu wywołuje raka piersi.”[12].
- Amerykański Narodowy Instytut Zdrowia (National Institutes of Health) twierdzi, że „Implanty piersi, stosowanie antyperspirantów i noszenie biustonosza na fiszbinach nie zwiększa ryzyka raka piersi.”[13].
- W 2000 roku jako odpowiedź po błędnych doniesieniach na temat brytyjskich badań, brytyjscy lekarze stwierdzili że biustonosze nie zwiększają ryzyka raka piersi[14][15].
- Badania przeprowadzone przez Centrum Badawcze nad Rakiem Freda Hutchinsona (Fred Hutchinson Cancer Research Center) wykazały, że „żaden aspekt noszenia biustonosza, w tym wielkość miseczek, wiek biustonosza, dzienna liczba godzin jego noszenia, użycie fiszbin, oraz wiek od którego zaczęto regularnie używać biustonosza, nie jest powiązany z ryzykiem raka piersi[16]. Badanie brało pod uwagę szczegóły stylu życia kobiet oraz nawyki związane z noszeniem biustonosza i nie znalazło korelacji z ryzykiem raka[17][18]
- Także australijscy lekarze zaprzeczyli, jakoby noszenie obcisłego biustonosza czy biustonosza na fiszbinach mogło wywoływać raka piersi i podkreślili, że nie ma na to twierdzenie dowodów naukowych[19].

W przypadku już rozwiniętego raka, prawidłowy przepływ limfy w piersi ma znaczenie kliniczne, gdyż w węzłach chłonnych filtrowane są z limfy i tymczasowo zatrzymywane komórki nowotworowe, gdzie rozrastają się kosztem węzła chłonnego, niszcząc go stopniowo, zanim zaatakują inne węzły chłonne lub przedostaną się do układu żylnego. W takim przypadku rak często może zostać całkowicie wyeliminowany przez usunięcie zmiany patologicznej i zaatakowanych węzłów chłonnych. Twierdzenie autorów, że wpływ biustonoszy na system limfatyczny ma prowadzić do odkładania toksyn i raka, stoi jednak w sprzeczności z wynikami badań. Narodowy Instytut Zdrowia sprawdzał liczbę przypadków raka wśród kobiet, które miały usunięte pachowe węzły limfatyczne w związku z leczeniem czerniaka. „Badanie wykazało, że operacja nie zwiększyła w wykrywalny sposób ryzyka raka piersi, co oznacza, że jest skrajnie nieprawdopodobne, że mogłoby go zwiększać noszenie biustonosza, które wpływa na przepływ limfy w minimalnym stopniu (o ile w ogóle wpływa).”